# Fábio Baptista
Fábio Pereira Baptista (Lisboa, 29 de marzo de 2001) es un futbolista profesional portugués que juega de defensa en el F. C. Farul Constanța de la Liga I.

## Estadísticas

### Clubes
Actualizado al último partido disputado el 9 de abril de 2022.
| Club                       | Div.          | Temporada     | Liga  | Liga  | Copas nacionales | Copas nacionales | Copas internacionales | Copas internacionales | Total | Total |
| Club                       | Div.          | Temporada     | Part. | Goles | Part.            | Goles            | Part.                 | Goles                 | Part. | Goles |
| -------------------------- | ------------- | ------------- | ----- | ----- | ---------------- | ---------------- | --------------------- | --------------------- | ----- | ----- |
| S. L. Benfica "B" Portugal | 2.ª           | 2020-21       | 20    | 0     | —                | —                | —                     | —                     | 20    | 0     |
| S. L. Benfica "B" Portugal | 2.ª           | 2021-22       | 10    | 0     | —                | —                | —                     | —                     | 10    | 0     |
| S. L. Benfica "B" Portugal | Total club    | Total club    | 30    | 0     | 0                | 0                | 0                     | 0                     | 30    | 0     |
| Total carrera              | Total carrera | Total carrera | 30    | 0     | 0                | 0                | 0                     | 0                     | 30    | 0     |